# Persico (Unternehmen)
Persico S.p.a. ist ein italienischer Mischkonzern mit Sitz in Nembro. Das Unternehmen bietet eine Vielzahl von Dienstleistungen und Produkten an. Unter anderem übernimmt das Unternehmen Konstruktionsleistungen und baut Prototypen und Werkzeuge für die Automobil- und die Luft- und Raumfahrtindustrie und es baut Anlagen zum Rotations- und Thermoformen sowie für die automatische Fertigung von medizinischen Beuteln, die für Infusionen, Blutspenden und die künstliche Ernährung genutzt werden können. Die Sparte Persico Marine baut Renn-Segelboote, die bei Rennen wie dem America’s Cup und The Ocean Race antreten.
Das Unternehmen wurde 1976 von Pierino Persico in den Räumen einer alten Drechslerei gegründet. Dort produzierte der Betrieb Holzmodelle für technische Anwendungen. Später wurden Stahl- und Aluminiumformen für Innenverkleidungen und Isolationen in Automobilen hergestellt. In den 1980er Jahren entwickelte das Unternehmen eine eigene Rotationsformmaschine. Im Jahr 1990 begann die Herstellung von Rennyachten.
Im Jahr 2020 übernahm Persico die Sparte für Kunststoffschweißsysteme des insolventen deutschen Unternehmens Bielomatik Leuze.